# معاوقة الدخول
وتسمى أيضا الممانعة الداخلية للتيار الكهربائي، وهي تصف معاوقة جهاز ما أو دائرة كهربائية لدخول التيار الكهربائي اليه.
عموما في مجال الصوت فان مقاومة الإدخال تكون غالبا أعلى من مقاومة الخروج بعدة مرات، وهذا ما يسمى مقاومة سد أو تقليص الجهد.
لشرح ذلك يمكن القول بان لكل جاهز أو دائرة كهربائية مقاومة دخول تيار ومقاومة خروج.
مقاومة الدخول مرتبط بالنقطة التي يدخل منها التيار إلى الدائرة، اما مقاومة الخروج فهي تشير إلى المقاومة التي يتعرض لها التيار أثناء مروره في الدائرة إلى حين خروجه.
وتشكل المعاوقة أو الممانعة للدخول عاملا هاما عند تصميم داوئر الترددات العالية.
من اجل ذلك يراعى عند تصميم أي دائرة كهربائية ان ان يكون ممانعة الدخول ملائمة لمعاوقة السلك الذي ياتي منه التيار والتي تكون غالبا قيمتها 50 أو 75 أوم.
اما معاوقة الدخول للتيار المتردد فهي أكثر تعقيدا منها للتيار المستمر، بسبب وجود الحث الكهرومغناطيسي كعامل كبير يؤثر بشكل مباشر على قيمة

## اقرأ أيضا
- معاوقة
- مقاومة وموصلية كهربائية